# Julius Hermann Schultes (1820-1887)
Julius Hermann Schultes (Landshut, 10 de outubro de 1820 – Munique, 7 de novembro de 1877) foi médico e botânico austríaco.
Diplomou-se em medicina pela Universidade de Munique em 1843. De 1843 a 1852, foi curador do herbário de Leiden. Trabalhou a partir de 1852 na obra Flora Brasiliensis com Carl Friedrich Philipp von Martius (1794-1868). A partir de 1854 foi assistente no herbário de Munique.
Seu pai, Josef August Schultes (1773-1831), e seu irmão Julius Hermann Schultes (1804-1840), foram também botânicos.